# Gärdsås torg

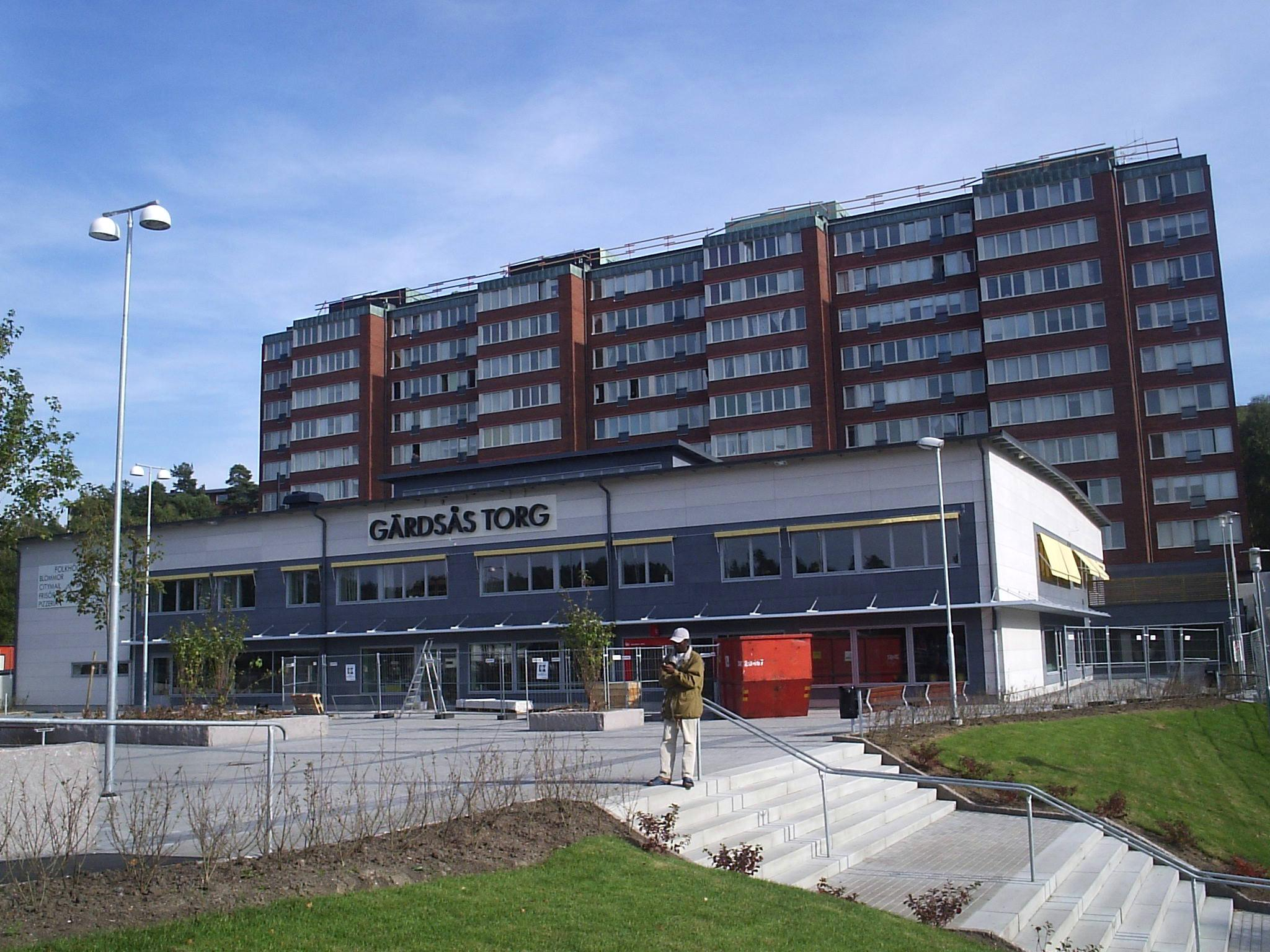
Gärdsås torg efter upprustningen 2006.

Gärdsås torg är ett mindre torg, vars hållplats, Galileis Gata, är den första som spårvägen når i stadsdelen Bergsjön i Göteborg.

## Upprustning
I samband med att Lidl byggde en ny livsmedelshall här, rustades hela torget upp och fick namnet Gärdsås torg. De rullband som tidigare transporterade resenärer från hållplatsen är borttagna och hållplatsområdet har byggts om. 

## Bebyggelse
Vid torget finns Bergsjöns äldreboende: Geråshus. I norr ligger bostadsbebyggelsen vid Galileis Gata och sydöst om torget  Galaxens fritidslantgård och bostadsområdet kring Siriusgatan. 

## Ortnamnet
Torget fick sitt namn år 2000. Det anknyter till berget Gärdsåsen. Gärdsås finns på flera håll i trakten och brukar beteckna en ås som även utgör sockengräns.

## Folkhögskola
Agnesbergs folkhögskola invigdes 2007 och låg från början i Agnesberg, men flyttade 2011 till Gärdsås torg i Bergsjön. Det är Nordens första romska folkhögskola. Här låg tidigare Bergsjöns folkhögskola, som nu är nedlagd.

## Galleri

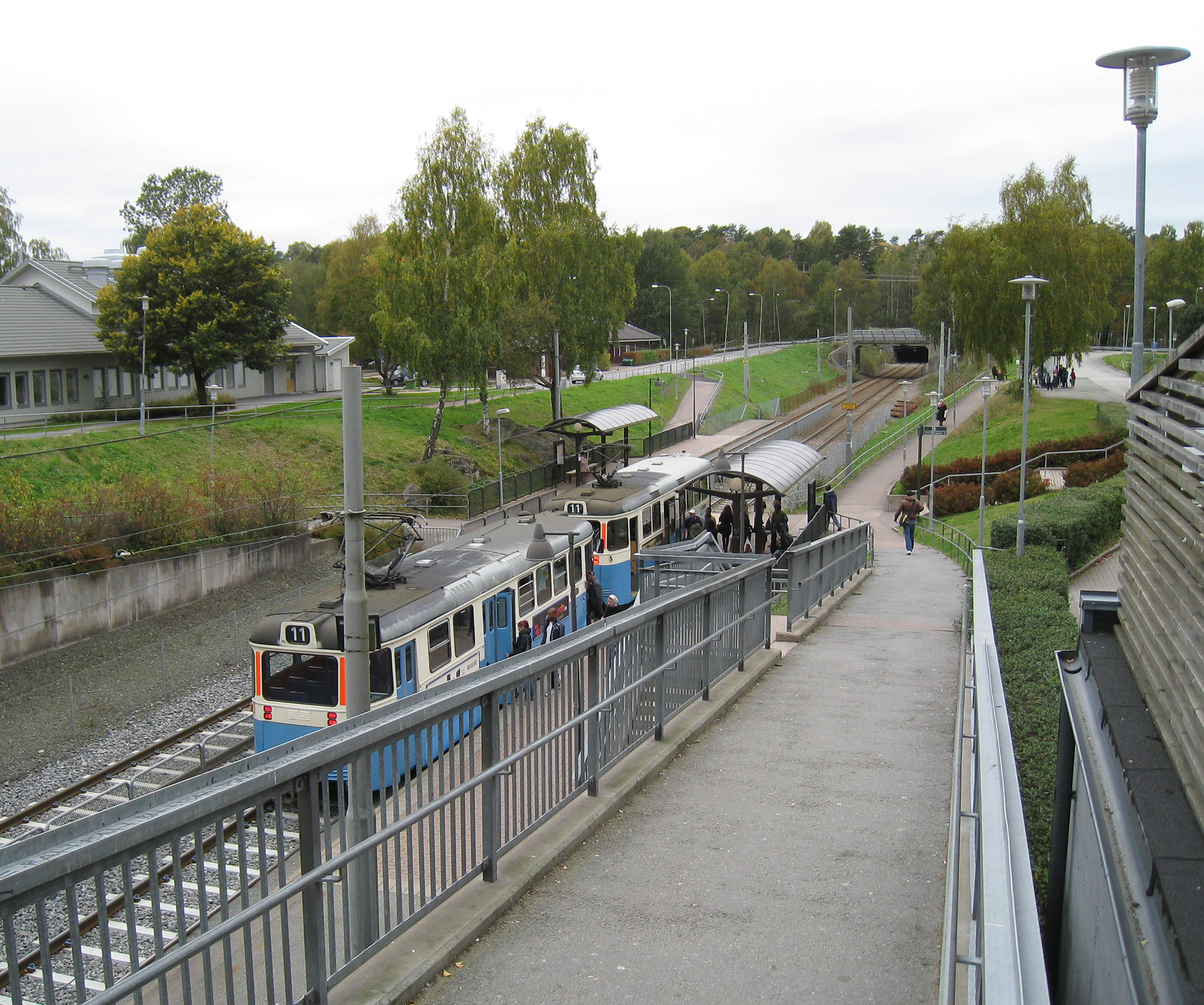
Galileis gata. Hållplatsen mot väster.
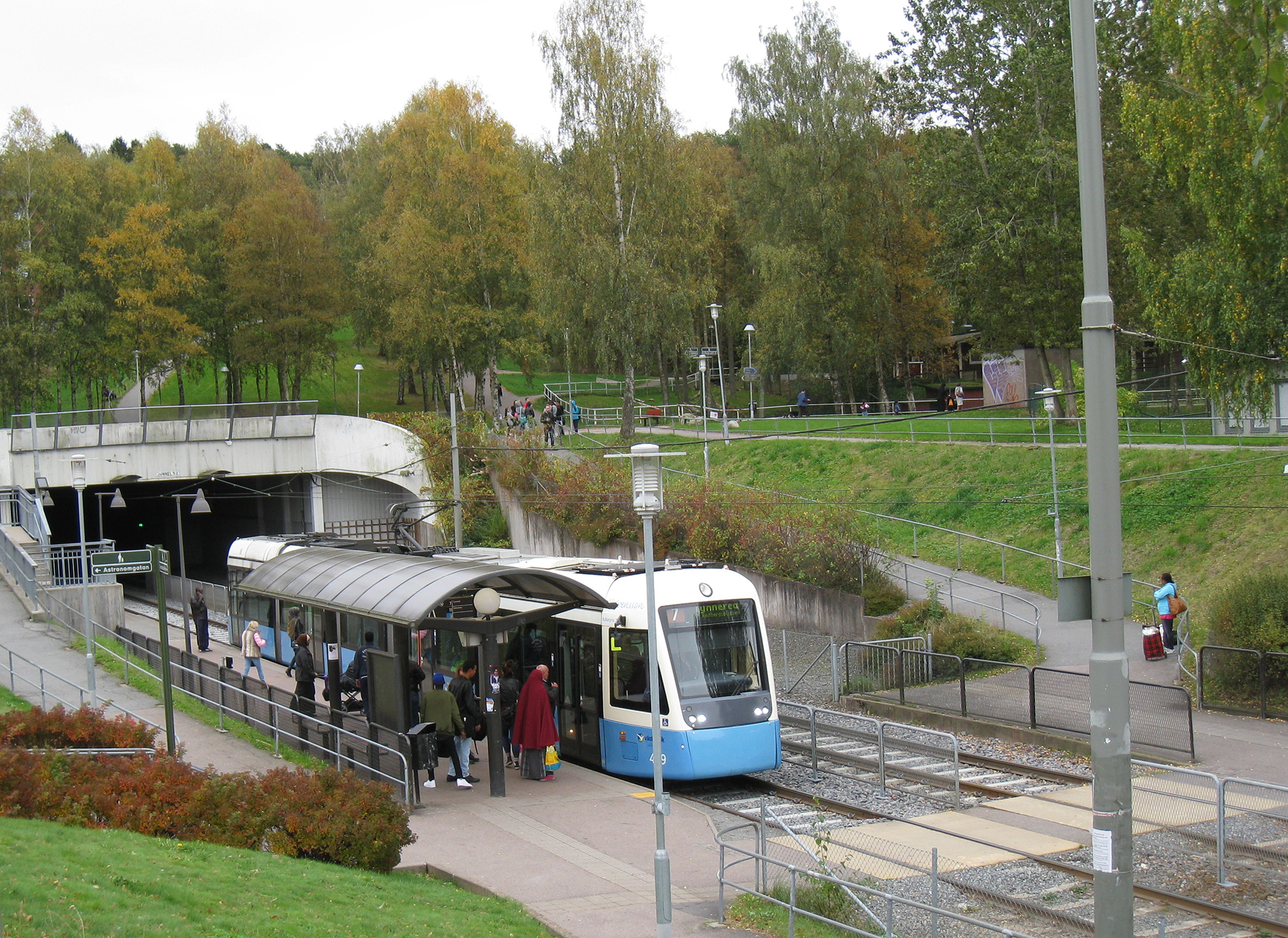
Galileis gata. Hållplatsen mot öster.
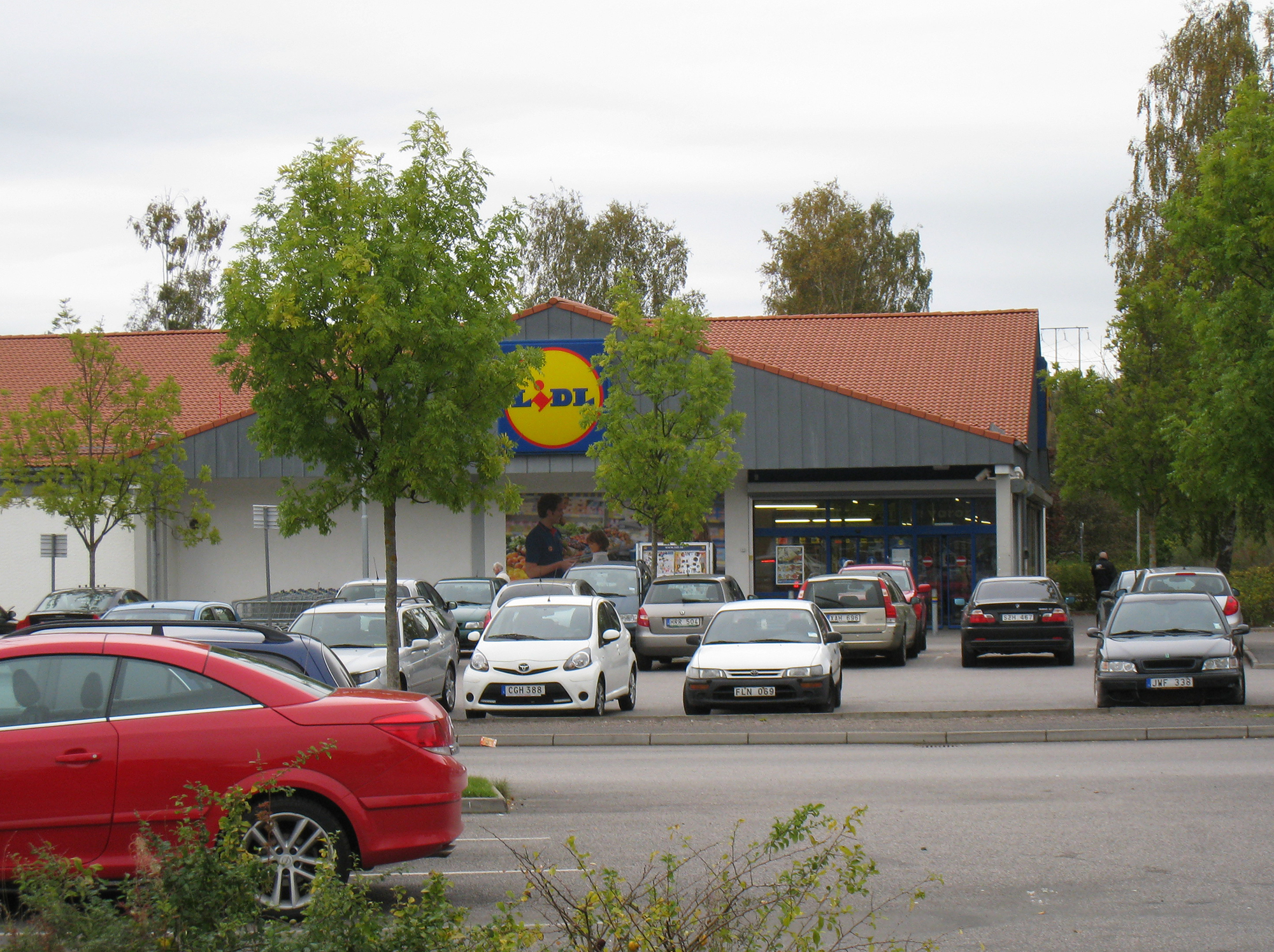
Lidl vid Gärdsås torg.
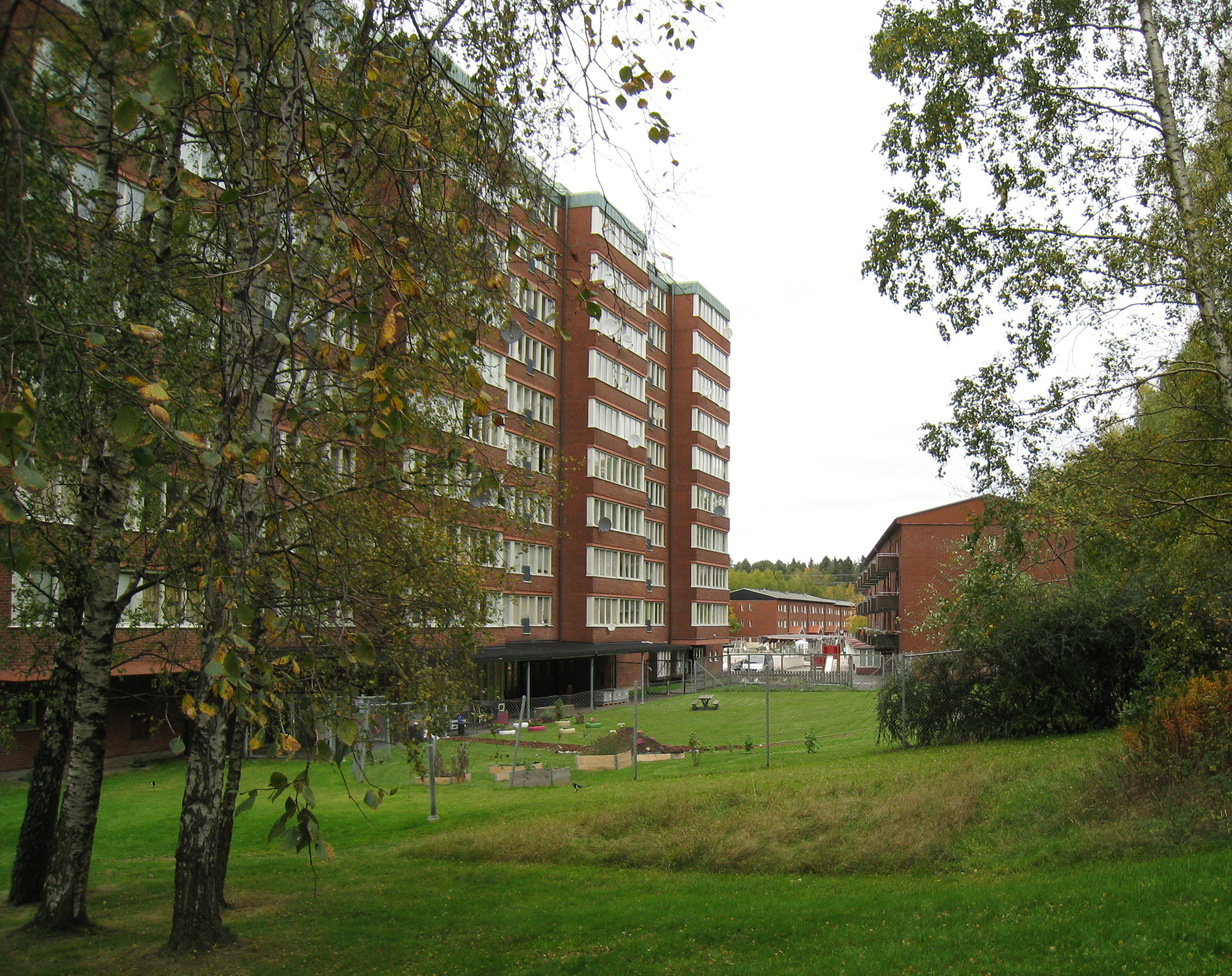
Hyreshus vid Galileis gata.
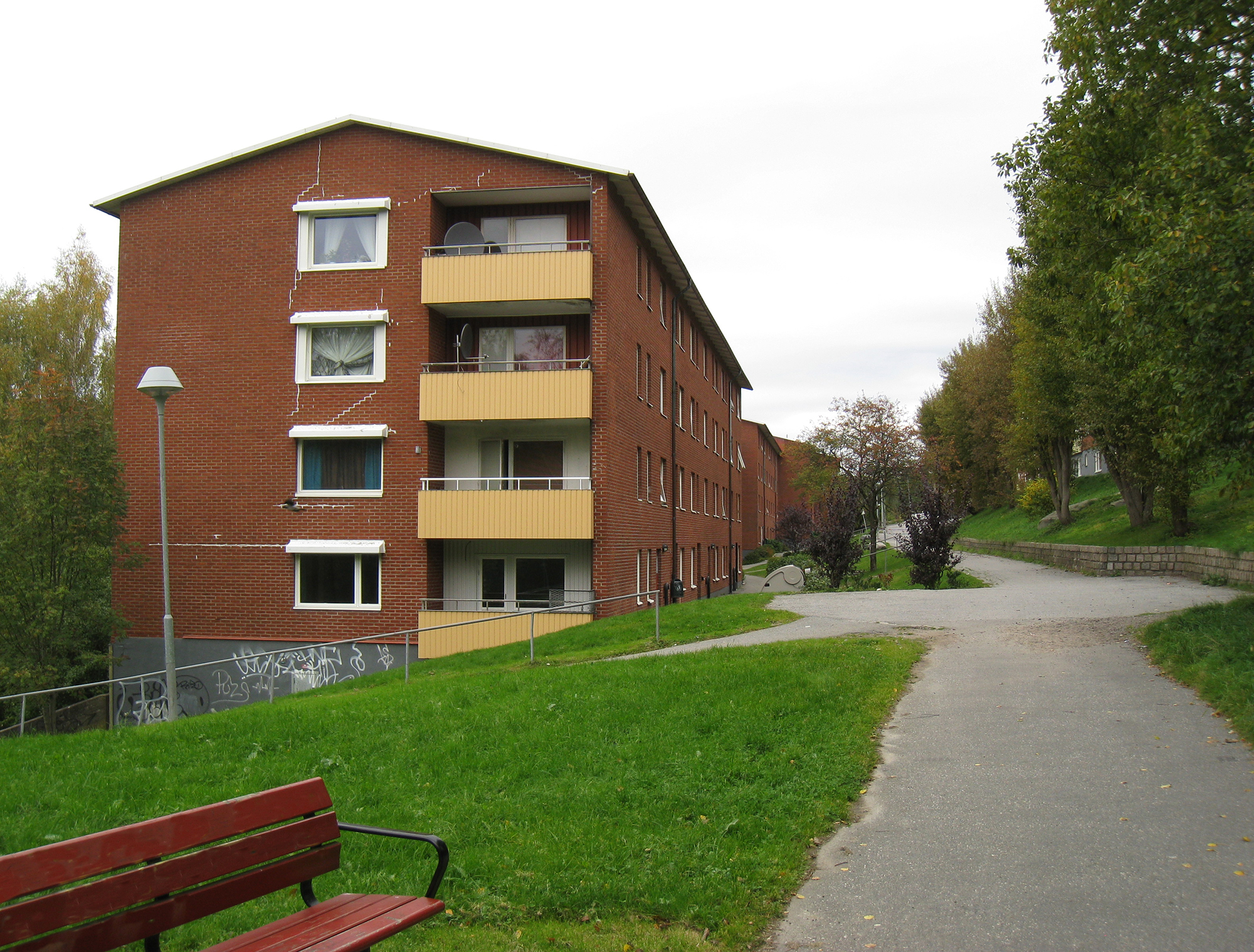
Hyreshus vid Galileis gata.